# Ruido (película de 2006)
Ruido es el primer largometraje del director dominicano César Rodríguez.
La película, producida en el formato digital 24 progresivo de Panasonic, fue cambiada al formato de 35 milímetros fílmico y muestra una perspectiva diferente y clara de la realidad de la sociedad de Puerto Rico. Está inspirada en hechos reales y fue estrenada en 2006.

## Sinopsis
La película cuenta la historia de "Franchi", una adolescente que, pese a sufrir una rara condición auditiva, lleva una vida normal hasta que un acontecimiento inesperado destruye la relación entre sus padres.
- Datos: Q9071172